# Évariste Colombel
Pour les articles homonymes, voir Colombel.
Évariste Jean-Marie Colombel, né le 2 février 1813 et mort le 22 novembre 1856 à Nantes, est un homme politique français, député de la Loire-Inférieure de 1846 à 1848, maire de Nantes de 1848 à 1852.

## Biographie
Son père Hyacinthe Colombel, avocat puis président au tribunal civil de Nantes, est parmi les opposants au régime de la Restauration ; sa mère est Félicité Hunault.
Évariste est élève du Petit séminaire, puis du collège royal, de 1828 à 1831.
Il exerce la profession d'avocat et est à deux reprises bâtonnier de Nantes.
Il est élu conseiller municipal de Nantes en 1843 et nommé adjoint de Ferdinand Favre le 2 août, mais il démissionne en octobre 1844. Il est élu député en 1846 par le collège électoral de Paimbœuf.
En 1848, il agit pour la reconnaissance du gouvernement provisoire par le conseil municipal de Nantes et est nommé maire par le commissaire du gouvernement Maunoury (21 mars) à la place de Ferdinand Favre, insuffisamment républicain. Il ne fait pas partie des députés élus à la Constituante. En juin, il organise l'envoi de volontaires nantais pour participer à la répression de l'insurrection parisienne. En 1849, il accueille une visite du président de la République. Il reste maire de Nantes jusqu'à l'avènement du Second Empire, qui rétablit Ferdinand Favre.
Par ailleurs, il est membre de la Société académique de Nantes dont il est président en 1847, 1848 et 1854.
Marié à Eugénie Monnier du Pavillon, fille de Julien Henri Constant Monnier et d'Eulalie Victoire Olivier du Pavillon de La Plessissière, et belle-sœur de Joseph-Fleury Chenantais, il est le père de Georges-Évariste Colombel, lui aussi avocat et maire de Nantes.
Évariste Colombel meurt le 22 novembre 1856, et est enterré au cimetière La Bouteillerie.